# Våldets barn
Våldets barn (engelska: The Children of Violence) är en serie om fem delvis självbiografiska romaner/bildningsromaner av den brittiska nobelpristagaren Doris Lessing. De fem böckerna är Martha (1952, svensk översättning: Sonja Bergvall, Gunnar Frösell), Bra gift (1954, översättning Sonja Bergvall), En fläkt av stormen (1958, översättning Sonja Bergvall), Instängd (1965, översättning Sonja Bergvall) och Staden med fyra portar (1969, översättning Kjell Ekström).
Romanerna följer Martha Quests liv från tonåren tills hon dör. De fyra första romanerna utspelar sig under 1930- och 1940-talen i den tidigare brittiska kolonin Sydrhodesia, nu Zimbabwe, i södra Afrika, där Lessing levde från 1925 till 1949. Den femte romanen, Staden med fyra portar, är en science fiction-dystopi som utspelas i London från 1950-talet in i framtiden, där det tredje världskriget pågår.

## De fem delarna

### Martha

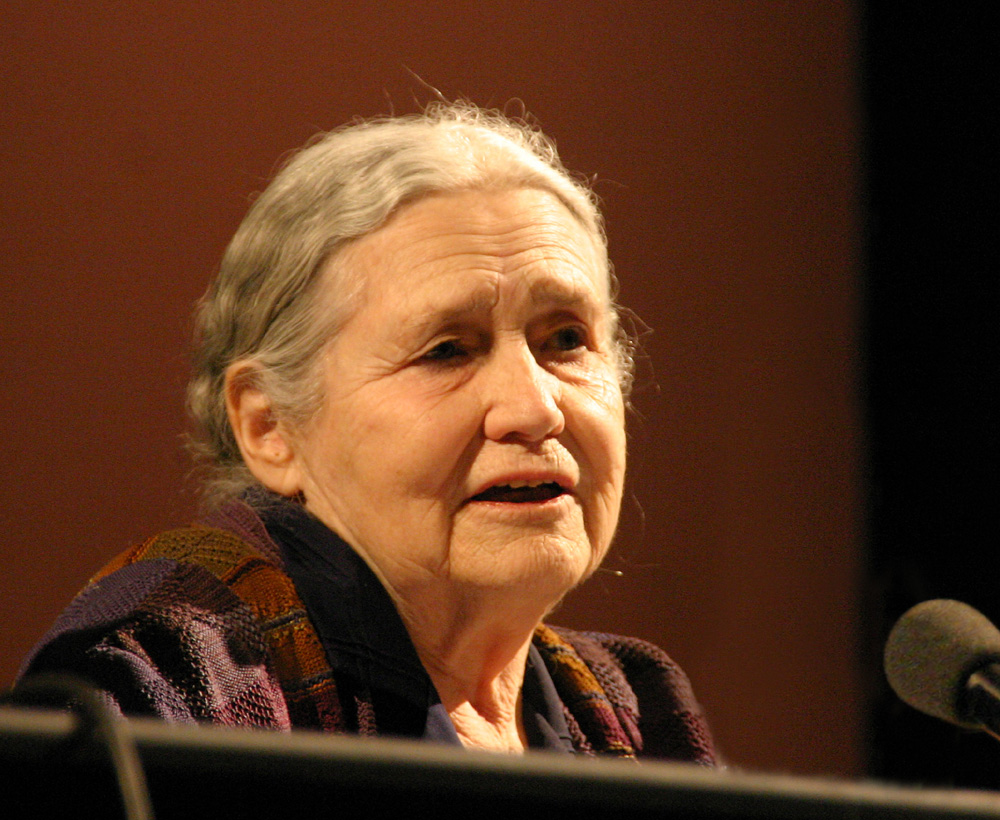
Våldets barn utspelas i Sydrhodesia, där Doris Lessing bodde åren 1925–1949. Foto från 2006.

Inledningsboken Martha utspelas i den tidigare brittiska kolonin Sydrhodesia, nuvarande Zimbabwe, i södra Afrika, där Lessing levde från 1925 till 1949. I början av romanen är Martha femton år och lever på en fattig afrikansk farm med sina föräldrar. Hon är full av livskraft och nyfikenhet och längtar efter erfarenhet och att lära känna sig själv. Hon utbildar sig till maskinskrivare i provinsstaden, där hon möter det liv hon så ivrigt eftertraktar. För henne är detta en tid av läsning, dagdrömmar, dans - och de första förvirrande sexuella mötena.

### Bra gift
Bra gift är den andra romanen i romanserien Våldets barn. Huvudpersonen Martha dras in i innefolkets hektiska liv i provinsstaden, 'den stora staden', men hon blir snabbt desillusionerad. Hon gifter sig dock och Bra gift handlar om hur hennes rebelliska temperament reagerar på hennes nya liv med de familjekonstellationer som hon och hennes man Douglas nu tillhör. Hon får ett barn, vilket ytterligare begränsar hennes frihet. Romanen handlar också om andra världskrigets utbrott och om att Marthas man går ut i kriget.

### En fläkt av stormen

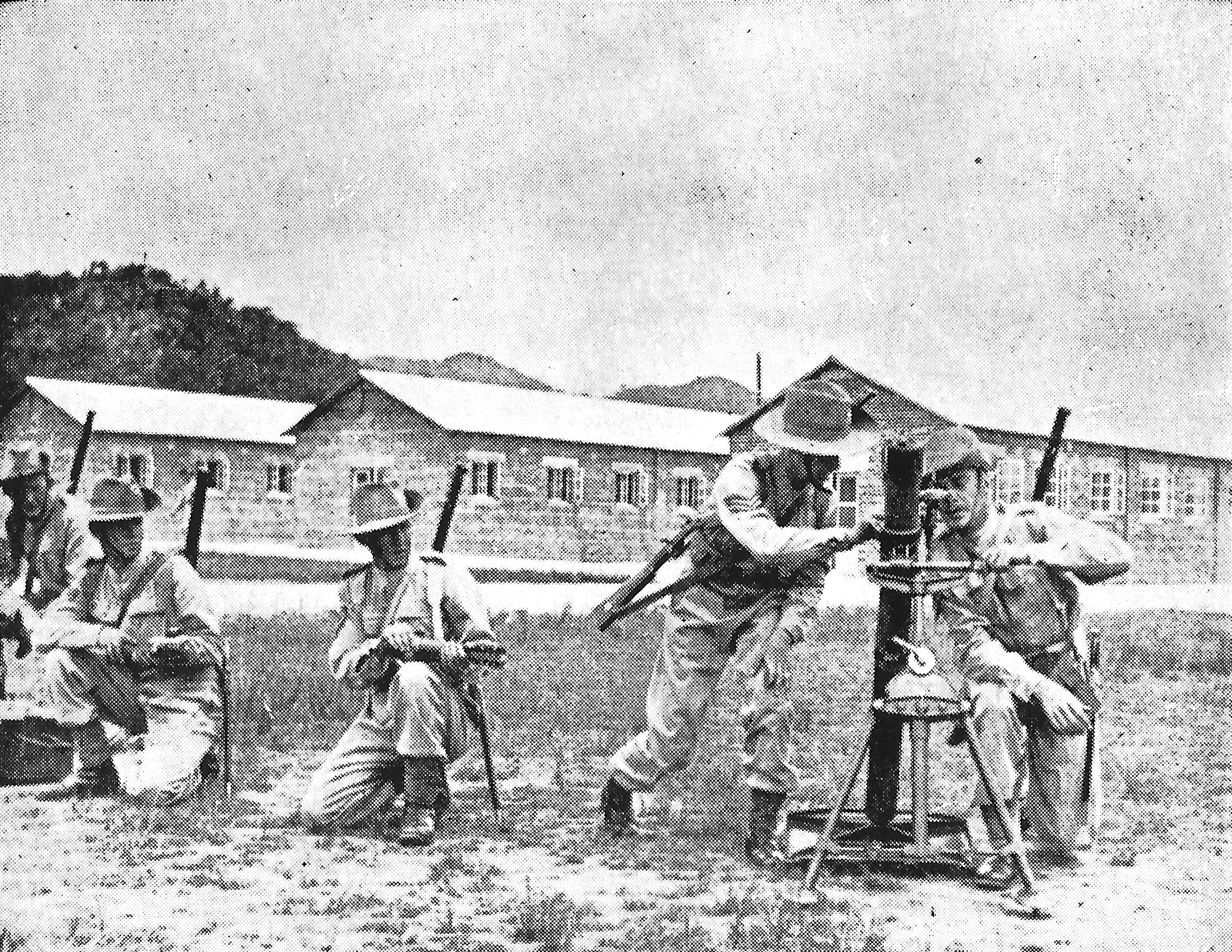
En fläkt av stormen utspelas under andra världskriget, som också kom att påverka både Sydrhodesia och författaren. Foto från 1942.

En fläkt av stormen handlar om framväxten av en kommunistisk grupp som resultat av en vittbredd och entusiastisk beundran för Sovjetunionen under åren 1942-1944. Martha, som nu är frånskild, engagerar sig i gruppen och gifter sig med dess ledare, en tysk flykting. Boken följer Martha genom hennes känslomässiga utveckling och ger samtidigt en bild av politik och liv i mitten av 1900-talet.

### Instängd
I Instängd, den fjärde romanen i Våldets barn, verkar hela världen ha drabbats av efterkrigsdepression och Martha är inget undantag. Besviken på kommunismen och trött på sin neurotiske älskare Thomas, förkroppsligar Martha den nya och självständiga kvinna som växer fram i krigets efterdyningar. Samtidigt som Afrikas länder börjar frigöra sig, gör även kvinnor det.

### Staden med fyra portar
Staden med fyra portar är den avslutande delen i pentalogin. Nu har Martha flyttat till London och blir en integrerad del av sin tid med det kalla kriget, Aldermaston-marscherna, Swinging London och den ökande fattigdomen och sociala anarkin. Martha dör år 1997 på en miljöförstörd ö i Skottland medan de flesta har dött före henne i böldpest, nervgaser och atombombsexplosioner.